# Eupsilia albipuncta
Eupsilia albipuncta là một loài bướm đêm trong họ Noctuidae.